# Giacomellia inversa
Giacomellia inversa is een vlinder uit de familie nachtpauwogen (Saturniidae), onderfamilie Ceratocampinae.
De wetenschappelijke naam van de soort is voor het eerst geldig gepubliceerd door Giacomelli in 1911.